# خلية كهرضوئية

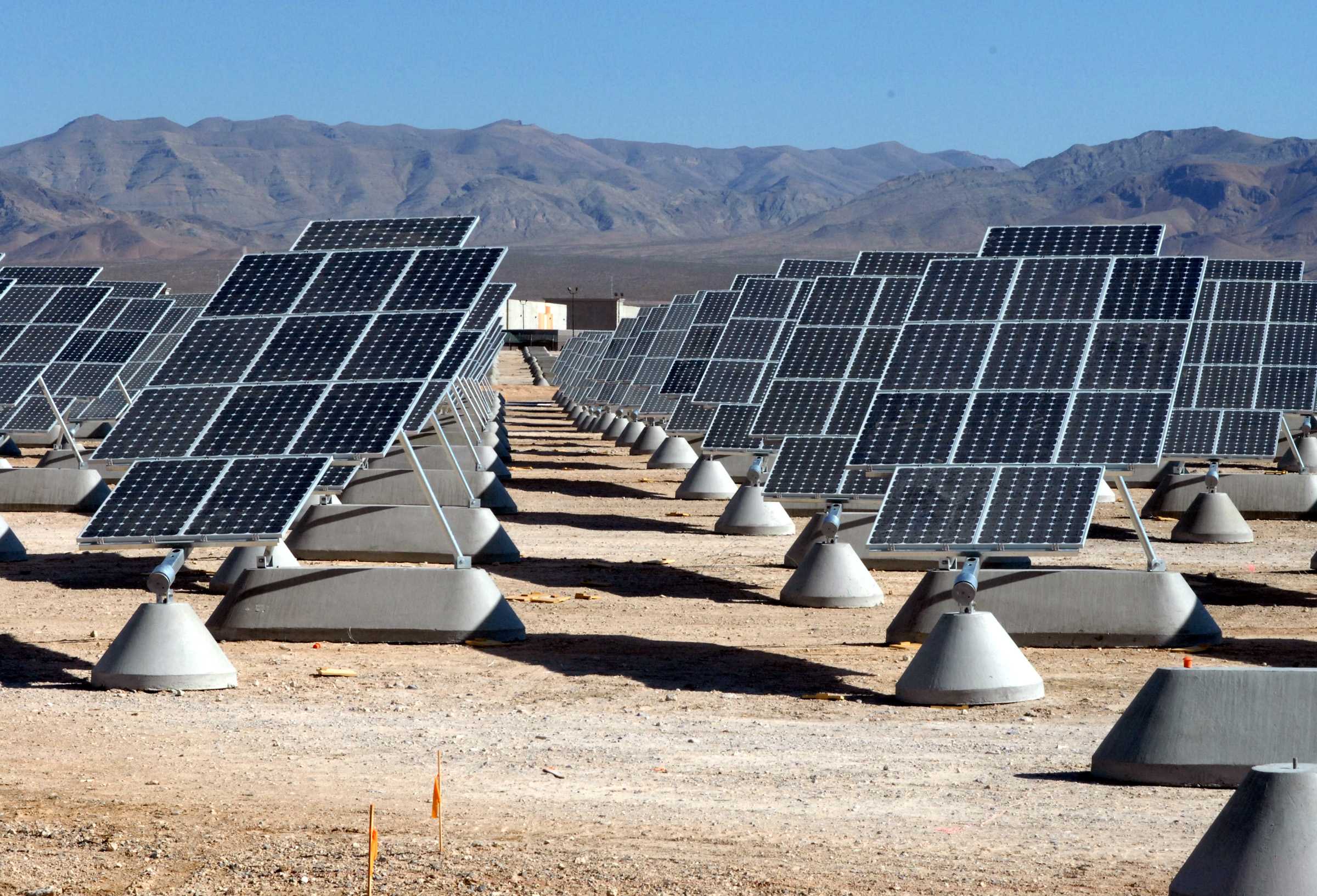
محطة نيليس للطاقة الشمسية at Nellis Air Force Base in the USA. These panels track the sun in one axis.

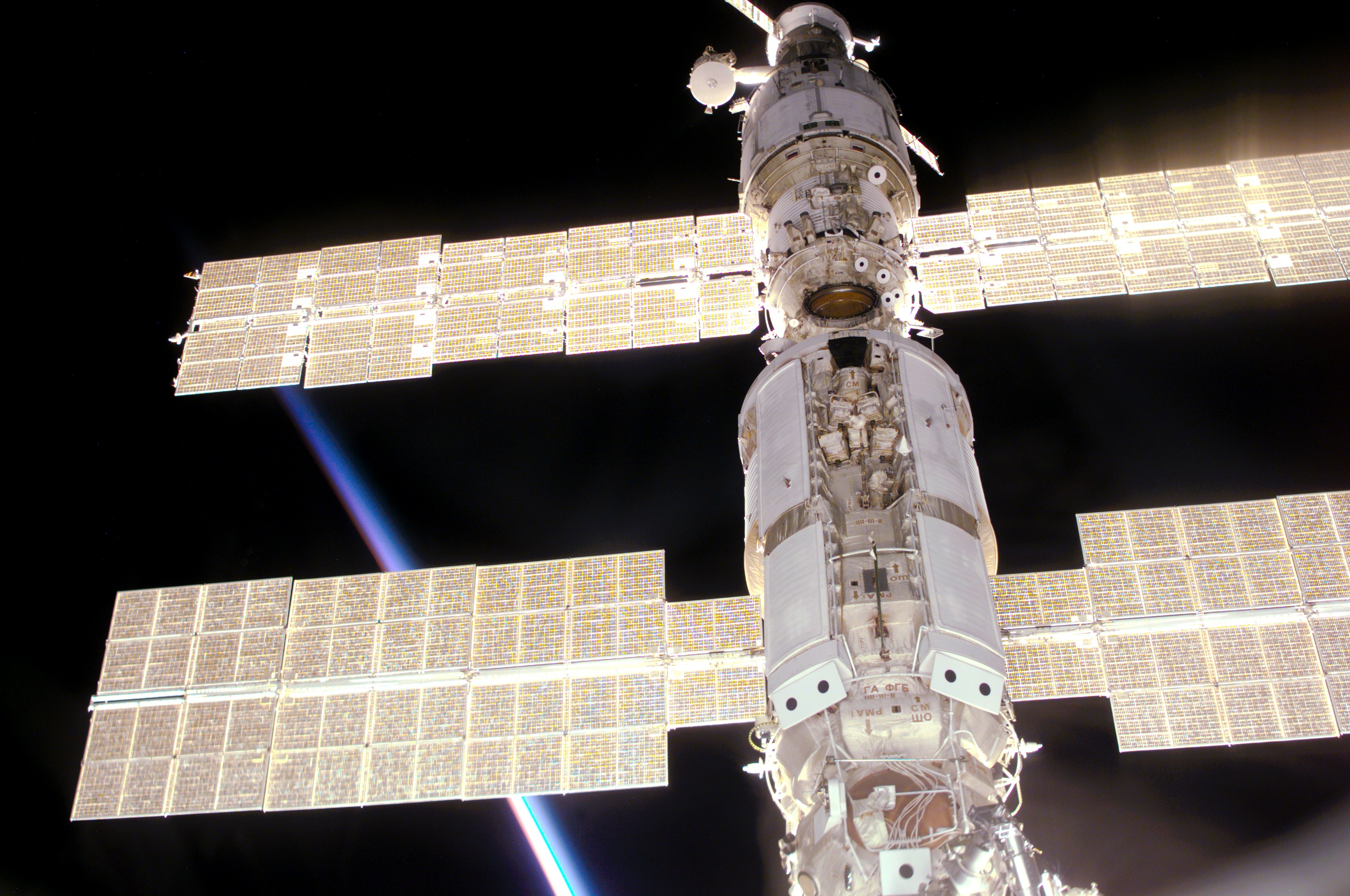
Solar panels on the محطة الفضاء الدولية

الخلايا الكهرضوئية هي وسيلة لتوليد الطاقة الكهربائية عن طريق تحويل الإشعاع الشمسي إلى كهرباء مباشرة باستخدام اشباه موصلات تحمل اثر الضوئية. الخلايا الكهرضوئية تستخدم الألواح الشمسية والتي تتكون من عدد من الخلايا الشمسية والتي تحتوي على مواد ضوئية.
المواد الضوئية المستخدمة لتكوين الخلايا الضوئية تشمل السيليكون احادي البلورة، السليكون متعدد البلورة، السيليكون غير المتبلور،
تلوريد الكادميوم، الانديوم سيلينيد الغاليوم-كبريتيد1 ونظرا للطلب المتزايد على مصادر الطاقة المتجددة، فان تصنيع الخلايا الشمسية والخلايا الكهرضوئية قد تطور كثيرا في السنوات الأخيرة.
الخلايا الكهرضوئية تشهد نموا سريعا، من قاعدة صغيرة إلى قدرة عالمية سعتها 46400 ميغاواط في نهاية عام 2011 وهو ما يمثل 0.5% من الطلب العالمي على الكهرباء5 أكثر من 100 بلد تستخدم الطاقة الشمسية الكهرضوئية.وتركيب الخلايا اما ان يكون ارضي (يتم دمجها في بعض الأحيان مع الزراعة أو الرعي) أو تبنى في سقف أو جدران المبنى (بناء متكامل مع الخلايا الكهرضوئية).
انخفضت تكلفة الطاقة الشمسية بشكل مطرد منذ ان تم تصنيعها لأول مرة، ومستوى تكلفة الكهرباء للخلايا الكهرضوئية قادرة على المنافسة مع مصادر الكهرباء التقليدية على مستوى التوسع في المناطق الجغرافية.وهناك سياسة من شركة الكهرباء بحيث يتم إرسال فاتورة خاصة للمستهلكين الذين يستخدمون مصادر الطاقة المتجدة في بعض مناطق العالم.
الخلية الشمسية

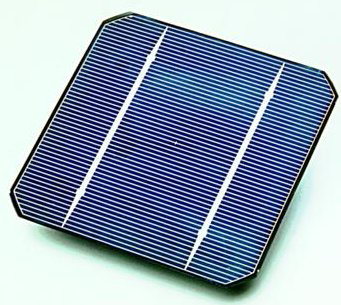
Solar cells produce electricity directly from sunlight

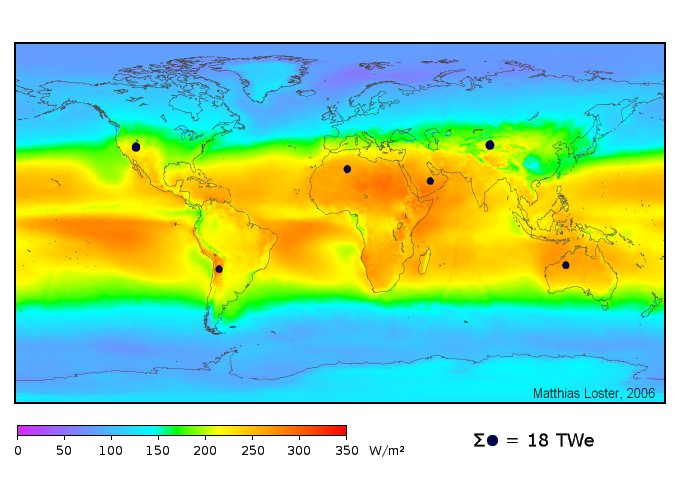
Average solar irradiance, watts per square metre. Note that this is for a horizontal surface, whereas solar panels are normally mounted at an angle and receive more energy per unit area. The small black dots show the area of solar panels needed to generate all of the world's energy using 8% efficient photovoltaics.

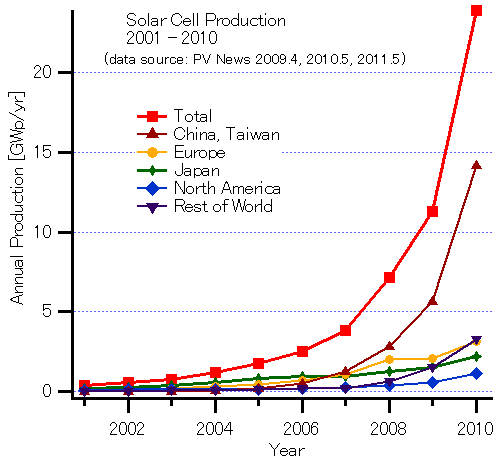
Solar cell productions by region

تعتبر الخلايا الكهرضوئية من أفضل الوسائل لتوليد الطاقة الكهرباية باستخدام الخلايا الشمسية لتحويل الطاقة الشمسية إلى تدفق إلكترونات. تاثير الخلايا الكهرضوئية يرجع إلى تحفيز فوتونات الضوء الإلكترونات للانتقال من مستوى طاقة اقل إلى مستوى طاقة أعلى وبذلك نحصل على التيار الكهربائي. وقد لوحظ لأول مرة تاثير الخلايا الكهرضوئية بواسطة الكسندر-ادمون بيكر في عام 1839.
الخلايا الكهرضوئية هو مصطلح يدل على نظام تشغيل متساوي في توزيع الطاقة لانه يعتمد على الطاقة الشمسية. تعتبر جميع الخلايا الكهرضوئية من نوع ثنائي الضوئية.
الخلايا الشمسية تولد الكهرباء مباشرة من ضوء الشمس والتي يمكن استخدامها لمعدات الطاقة أو لإعادة شحن البطارية.وكان أول استخدام عملي للخلايا الكهرضوئية في مجال الأقمار الصناعية والمركبات الفضائية. اما الغالبية العظمى لاستخدامه في الوقت الحالي لتوليد الطاقة عن طريق شبكات الكهرباء.في هذه الحالة لا بد من استخدام العاكس لتحويل التيار المباشر إلى تيار متردد.وهناك نظام اصغر من الشبكات الكهربائية لتوصيل الطاقة للمنازل النائية والقوارب والمركبات الترفيهية والسيارات الكهربائية وأجهزة الهاتف في حالات الطوارئ على جانب الطريق والاستشعار عن بعد والحماية من أشعة الكاثود (القطب السالب) التي تنتج من خطوط الانابيب.
الخلايا الكهرضوئية تولد الطاقة عن طريق استخدام عدد من الخلايا الشمسية التي تحتوي على المواد الضوئية وهذه المواد تشمل السيليكون احادي البلورة، السيليكون متعدد البلورة، السيليكون غير المتبلور، تلورد الكادميوم، الانديوم سيلينيد الغاليوم-كبريتيد
ونظرا لتزايد الطلب على مصادر الطاقة المتجددة وتصنيع الخلايا الشمسية والخلايا الكهرضوئية فقد تقدمت كثيرا في السنوات الأخيرة.
هذه الخلايا تتطلب الحماية من البيئة، ويتم تعبئتها باحكام خلف لوح من الزجاج، عندما نريد طاقة أكثر من قوة خلية واحدة فان الخلايا الشمسية ترتبط معا كهربائيا في شبكة لتشكل وحدة ضوئية، أو الألواح الشمسية. وحدة واحدة من هذه الوحدات الضوئية تكفي لتشغيل هاتف طوارئ، ولكن لتوليد طاقة لازمة لمنزل أو محطة لتوليد الكهرباء يجب أن تكون هذه الوحدات مرتبة معا على شكل مصفوفات.
وقد ظهرت حلول لتخزين الطاقة الكهربائية في بطاريات مشحونة لاستخدامها فيما بعد، قد تكون هي الوسيلة الوحيدة المتاحة لتوليد الكهرباء، وقد كان التثبيت التجاري الأول من هذا النوع في عام 1966 في جزيرة اوجامي في اليابان حيث يتم اضاءة المنازل ذاتيا باستخدام الطاقة الكهربائية بدلا من شعلة الغاز.
ونظرا لتزايد الطلب على مصادر الطاقة المتجددة وتصنيع الخلايا الشمسية والخلايا الكهرضوئية فقد تقدمت كثيرا في السنوات الأخيرة.
الطاقة الكهرضوئية تشهد نموا سريعا من قاعدة صغيرة إلى قدرة عالمية تعادل 67400 ميغاواط في نهاية عام 2011، وهو ما يمثل 0.5% من الطلب المتزايد على الكهرباء في جميع أنحاء العالم، والطاقة الناتجة عن قدرة الخلايا الكهرضوئية للتشغيل في العالم تعادل 80 مليار كيلو واط من الكهرباء، وهذا يكفي لتغطية إمدادات الطاقة السنوية لاكثر من 20 مليون منزل في العالم. أكثر من 100 دولة تستخدم الطاقة الشمسية الكهرضوئية. وقدرة الطاقة الشمسية الكهرضوئية في العالم تعادل 7.6 غيغاواط في عام 2007، 16 غيغاواط في عام 2008، 23 غيغاواط في عام 2009، 40 غيغاواط في عام 2010. أكثر من 100 دولة تستخدم الخلايا الكهرضوئية تركيب الخلايا اما ان يكون ارضي (يتم دمجها في بعض الأحيان مع الزراعة أو الرعي) أو تبنى في سقف أو جدران المبنى (بناء متكامل مع الخلايا الكهرضوئية).
ويتم قياس القدرة الإنتاجية القصوى للطاقة الشمسية الكهرضوئية عن طريق الاختبار الموحد () في الفسفور الأبيض بوحدة الواط. إنتاج الطاقة الفعلية لنقطة معينة في وقت معين قد تكون اقل أو أكبر من التصنيف العالمي وهذا يعتمد على الموقع الجغرافي، الوقت من اليوم، الأحوال الجوية وغيرها من الظروف. وهذه العوامل تؤثر بنسبة اقل من 25% من تاثير المصادر الصناعية من الكهرباء.
والتوقعات انه بحلول عام 2030 يمكن توليد ما يقارب 1.8 تريليون واط من الخلايا الكهرضوئية في جميع أنحاء العالم. مع الاتزام الجاد باستخدام مصدار الطاقة المتجددة بكفاء سوف يتم إنتاج ما يكفي من الطاقة الشمسية لخمسة وعسرين عاما في المستقبل لتلبية احتياجات الكهرباء لحوالي 14% من سكان العالم.
في علم الاقتصاد
هناك حوافز مالية تعطى للمستهلكين الذين يستخدمون أنظمة لتشغيل الطاقة الشمسية الكهربائية. الجهات الحكومية في بعض الأحيان تعرض مثل هذد الحوافز المالية لتشجيع صناعة الخلايا الكهرضوئية لتحقيق نظام اقتصداي اوفر من التكلفة الكهربائية. تنفذ مثل هذه السياسات لتعزيز استقلال وطني أو إقليمي في مجال الطاقة، ولارتفاع فرص العمل في مجال التكنولوجيا، وللحد من انبعاث غاز ثاني أكسيد الكربون الذي يسبب ظاهرة الاحتباس الحراري. مع تحقيق نظام اقتصادي يعتمد على الطاقة الشمسية سيت الحصول على كلفة اقل مع زيادة الاستخدام في السنوات المقبلة.

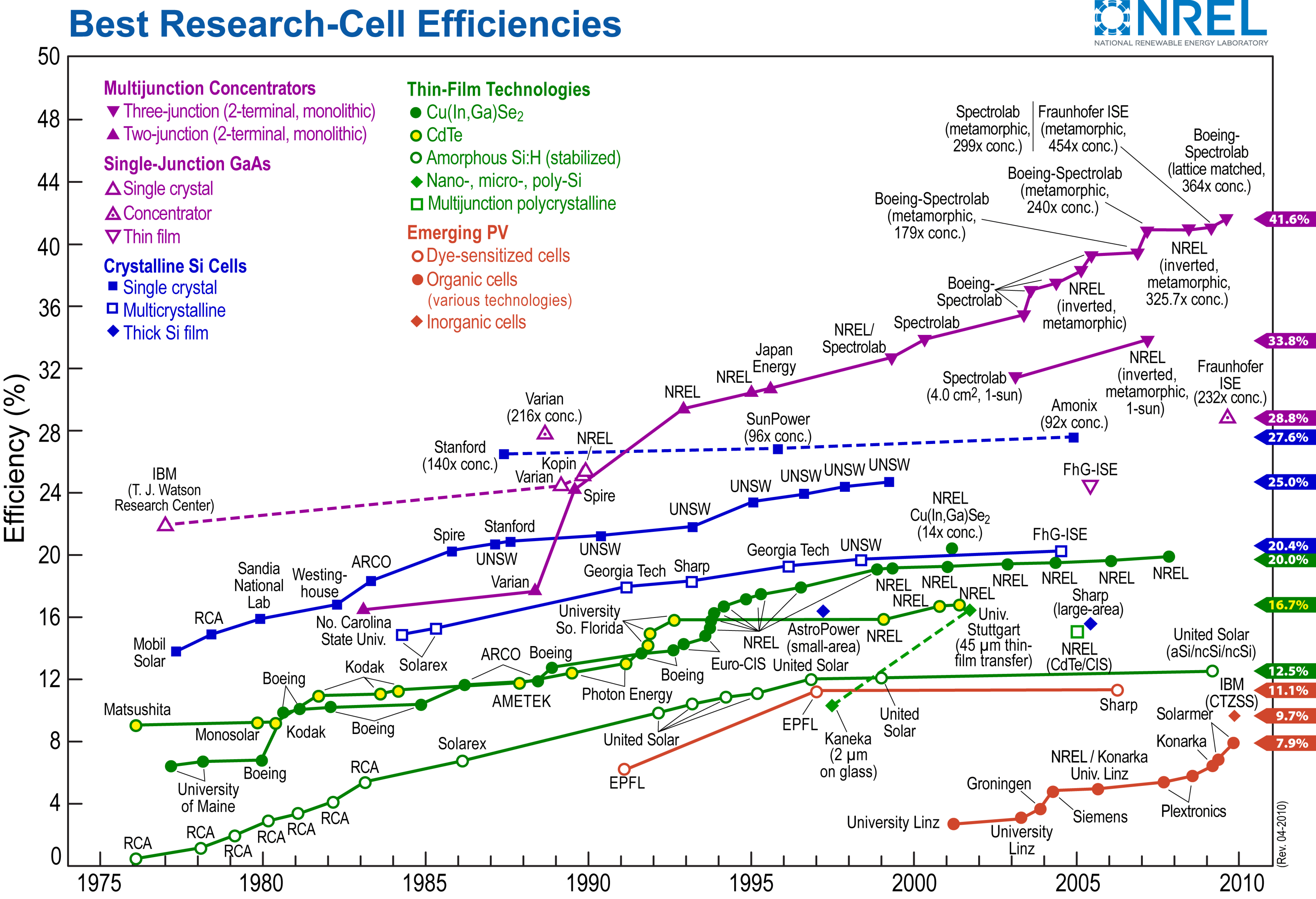
NREL compilation of best research solar cell efficiencies from 1976 to 2010

في عام 2012 التكلفة الناتجة من الأنظمة الكهرضوئية اقل من التكلفة الناتجة من محطات توليد الطاقة التي تعمل بحرق الغاز والفحم. وينتهي الدعم مع انخفاض أسعار الأنظمة الكهرضوئية. (ان الانخاض السريع في أسعار الطاقة الشمسية يظهر في جميع أسواق بلدان العالم ما عدا في الهند والصين).
اعتبارا من عام 2011 فان سعر الوحدات الكهرضوئية ينخفض بنسبة 60% لكل ميجاواط منذ صيف عام 2008، وفقا لتقديرات بلوميرغ لتمويل الطاقة المتجددة، ووضع الطاقة الشمسية لأول مرة على أساس تنافسي مع سعر التجزئة للكهرباء في عدد من البلدان المشمسة. هناك منافسة شرسة لتوليد الطاقة الكهربائية في المستقبل مما يشكل تهديد متزايد لهيمنة مصادر الوقود الاحفوري في السنوات المقبلة. وكلما تقدم الوقت يصبح الحصول على تكنولوجيا الطاقة من مصادر الطاقة المتجددة ارخص في حين الحصول على الطاقة من مصادر الوقود الاحفوري أكثر تكلفة عموما:
قلة تكلفة الطاقة الشمسية هي أكثر ايجابية لمقارنتها بالطاقة التقليدية وأكثر تشجيعا لاستخدامها في جميع أنحاء العالم. في ولاية كاليفورنيا يتم ايصال الطاقة الكهربائية الشمسية بسعر اقل بكثير من 100$ لكل ميجاواط اقل من معظم مولدات الذروة الأخرى حتى تلك التي تعمل على التكلفة المنخفضة للغاز الطبيعي. تكلفة الطاقة الشمسية بالمقارنة مع سعر الكهرباء للبيع بالتجزئة يحفز الطلب من الأسواق الاستهلاكية.
اعتبارا من عام 2011 أصبحت تكلفة الخلايا الكهرضوئية أدنى بكثير من الطاقة النووية ومن المتوقع ان تشهد مزيدا من الانخفاض. ومتوسط سعر التجزئة للخلايا الشمسية من قبل مجموعة سولاربز انخفضت من 3.5$ للواط الواحد إلى 2.43$ للواط الواحد خلال عام 2011، وانخفاض الأسعار إلى اقل من 2$ يبدو لا مفر منه:
على نطاق واسع من المنشات أسعار التجزئة من الخلايا الشمسية اقل من 1$ لكل واط أصبح شائعا. في بعض الواقع وصل تكلفة الخلايا الكهرضوئية إلى نسبة التكافؤ وهذه النسبة تعتبر منافسة لمصار الوقود الاحفوري (الفحم والغاز).ونظرا لان سعر الكربون 50 لكل طن وبالتالي فان أسعار الطاقة التي تعمل بالفحم سترتفع وبالتالي فان تكلفة الطاقة الشمسية الكهرضوئية منافسة في معظم المواقع.حيث أن كلفة الخلايا الكهرضوئية خلال عام 2011 انخفضت في المنشات إلى نحو 23 غيغاواط. على الرغم من محاولة بعض الشركات لاستعادة الربح الا انه حسب التقديرات فان إجمالي الاستثمارات في مصادر الطاقة المتجددة تتجاوز إجمالي الاستثمارات في توليد الطاقة من الكربون.
تطبيقات

محطات الكهرباء

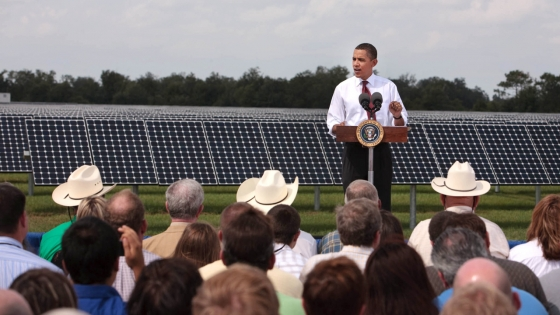
President باراك أوباما speaks at the DeSoto Next Generation Solar Energy Center.

وقد تم بناء العديد من محطات توليد الطاقة الشمسية الضوئية وبشكل رئيسي في أوروبا. اعتبارا من شهر ديسيمبر عام 2011، أكبر مصانع الطاقة الشمسية في العالم هي للطاقة الشمسية في جلمود بارك (الصين،200 ميغاواط)، سارانيا محطة توليد الطاقة الكهرضوئية (كندا، 97 ميغاواط)، مونتالتو دي كاسترو محطة الطاقة الضوئية (إيطاليا،84.2 ميغاواط)، فنستروود بارك (ألمانيا،80.7 ميغاواط)، اوكوجنيتوف بارك (أوكراني،80 ميغاواط)، لايبر روز بارك (ألمانيا، 71.8 ميغاواط)، روفيغو الضوئية محطة توليد الكهرباء (إيطاليا،70 ميغاواط)، أولميديلا بارك (إسبانيا،60 ميغاواط)، ستراسكيشن (ألمانيا، 54 ميغاواط).
وهناك أيضا العديد من المصانع الكبيرة تحت الإنشاء،(مزرعة الطاقة الشمسية) في ولاية ريفرسايد كاليفورنيا، وشركة توباز للطاقة الشمسية التي يجري بناؤها في مقاطعة سان لويس اوبيسبو، كاليفورنيا تستخدم 550 ميغاواط من الحدائق الشمسية التي تستخدم الاغشية الرقيقة التي تشغل عن طريق الأشعة الشمسية. وبليث هو مشروع للطاقة الشمسية يستخدم 500 ميغاواط من الخلايا الشمسية في مقاطعة ريفرسايد، اغوا كالينتو في كاليفورنيا يستخدم 290 ميغاواط من الخلايا الكهرضوئية والذي يتم بناؤه في مقاطعة يوما، أريزونا. مزرعة وادي كاليفورنيا للطاقة الشمسية يستخدم 250 ميغاواط للطاقة الشمسية الضوئية، والذي يجري بناؤه من قبل شركة سنباور في سهل كاريزو، إلى الشمال الشرقي من وادي كاليفورنيا. منطقة وادي الظبي تحتوي 230 ميغاواط للطاقة الشمسية وهو أول مشروع للطاقة الشمسية قيد الإنشاء في منطقة وادي الظبي غرب صحراء موهافي والمقرر ان تكتمل في عام 2013. مشروع مسكيت للطاقة الشمسية هو محطة للطاقة الشمسية يجري بناؤها في ارلنغتون بمقاطعة ماريكوبا.
يتم دمج العديد من هذه المنشات مع الزراعة وبعض أنظمة المبتكرة للستخدام يتبع مسار الشمس اليومي عبر السماء لتوليد مزيد من من الكهرباء من النظم التقليدية الثابتة المركبة. لا توجد تكاليف لاستخدام الوقود ولا يوجد انبعاثات أثناء تشغيل محطات توليد الكهرباء.
في المباني

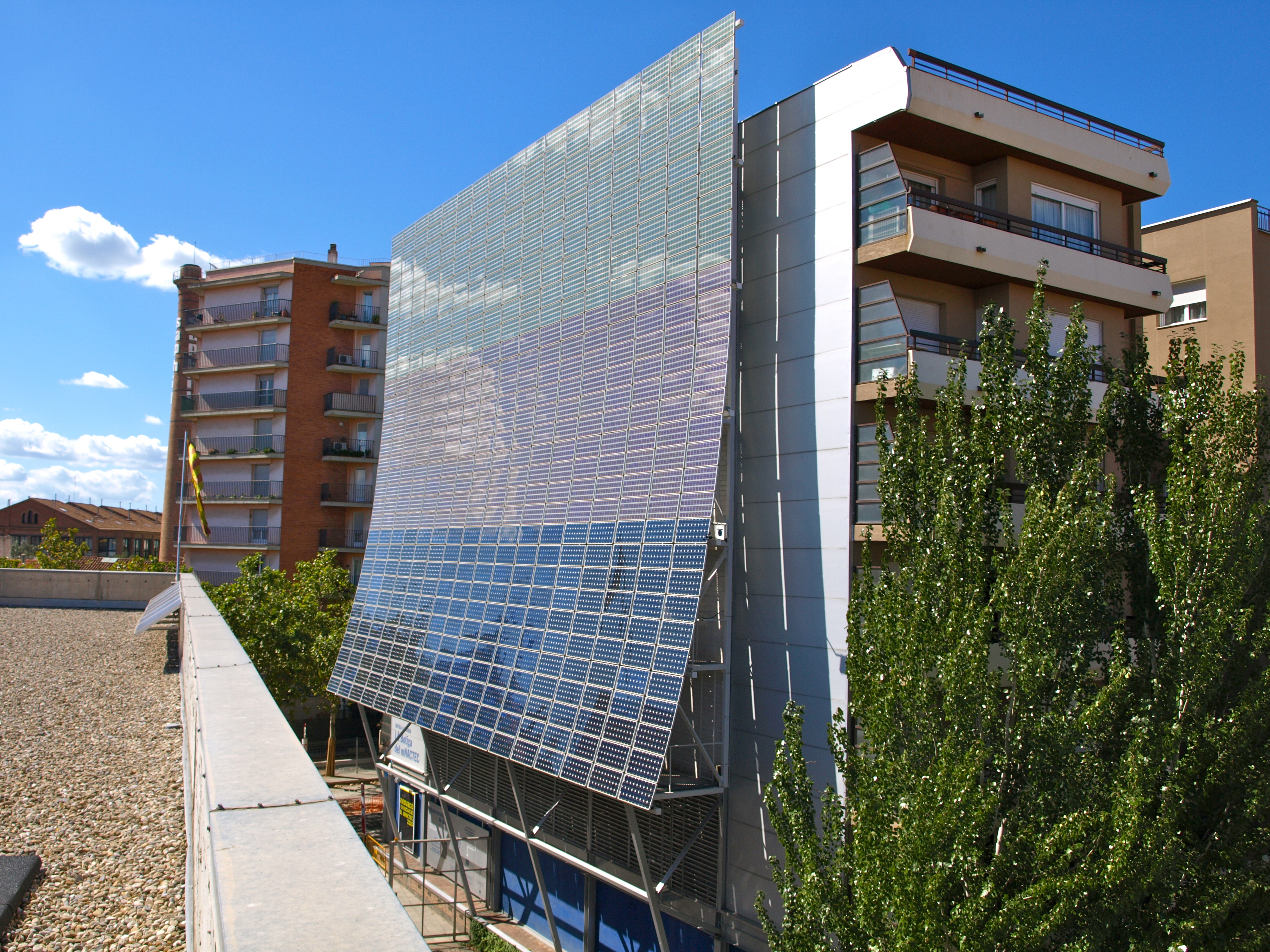
Photovoltaic wall at MNACTEC Terrassa in Spain

غالبا ما ترتبط المصفوفات الضوئية مع المباني: اما متكاملة مع المبنى أو مركبة في مكان قريب على الأرض. ويتم وضعها في المباني اما على السقف أو على الجدران ويمكن أن تكون هذه المصفوفات من الخلايا الكهرضوئية مفصولة عن المبنى أو مرتبطة مع المبنى عن طريق اسلاك لتوفير الطاقة للمبنى. في عام 2010 تم تركيب أكثر من أربعة إلى خمسة 9000 ميغاواط من الخلايا الشمسية الكهرضوئية تم تركيبها على اسطح المنازل في ألمانيا. وتدمج الخلايا الكهرضوئية بشكل متزايد في المباني المنزلية والصناعية الجديدة كمصدر رئيسي للكهرباء ويتم دمجها بشكل متكامل في سقف أو جدران المبنى. بلاط السقف يعمل بشكل متكامل مع الخلايا الكهرضوئية. وقد ظهرت دراسة لعام 2011 باستخدام التصوير الحراري ان الألواح الشمسيالتي تحتوي على فجوة تمكن من انتقال الهواء خلالها ممكن ان تؤثى على تبريد المباني خلال النهار وكذلك الحفاظ على درجات الحرارة في أثناء الليل.وتوصف كمية الطاقة المنتجة من الخلايا الكهرضوئية المركبة على المباني بوحدة الكيلوواط.
في مجال النقل
وحدات الطاقة الشمسية في مجال النقل
الخلايا الكهرضوئية تستخدم بشكل تقليدي لتوليد الطاقة الكهربائية. وغالبا ما تستخدم في توليد القوة المحركة في تطبيقات النقل، ولكن يتم استخدامها بشكل متزايد لتوفير الطاقة المساعدة في القوارب والسيارات. هناك نوع من السيارات تعمل ذاتيا عن طريق أشعة الشمس بسلطة محدودة وفائدة منخفضة، ولكن السيارة الشمسية المشحونة ستسمح باستخدام الطاقة الشمسية لأغراض النقل. وقد أثبتت عمليا السيارات التي تعمل بالطاقة الشمسية.
الأجهزة المستقلة
مواقف السيارات التي تعمل على الطاقة الشمسية
منذ قرن من الزمان فان الخلايا الكهرضوئية تستخدم لتشغيل الالات الحاسبة وأجهزة السلطة الحديثة، تطوير دارات متكاملة وانخفاض طاقة شاشات الكريستال السائل قوة تتيح الإمكانية لهذه الالات للعمل لسنوات عدة بين تغييرات البطارية مما يجعل استخدام الخلايا الكهرضوئية اقل شيوعا. في المقابل فان الأجهزة بعيدة الاستخدام تعمل بالطاقة الشمسية. هذه الطلبات تشمل مضخات المياه، عدادت مواقف السيارات، الهواتف في حالات الطوارئ، ضاغطات القمامة، علامات المرور المؤقتة، مراكز وإشارات الحراسة عن بعد.
الكهرباء في الريف

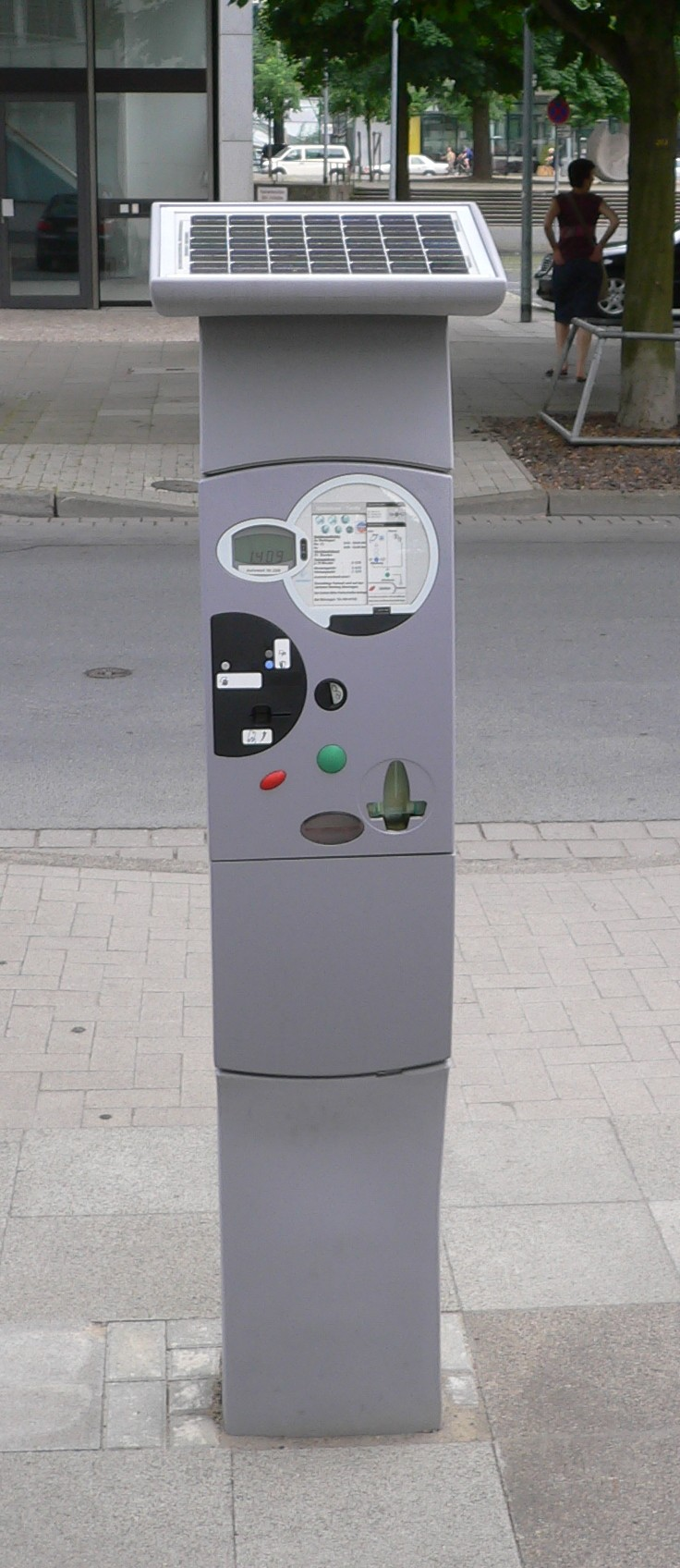
Solar parking paystation.

وعلى عكس السنوات العشر الماضية والتي شهدت حلول الطاقة المشتراة من قبل المانحين الدوليين، أصبحت الآن من السكان المحليين الذين يتم فتح محافظهم بشكل متزايد للتحول من الوسائل التقليدية في مجال الطاقة. وذلك لان أسعار المنتجات الشمسية في السنوات الأخيرة قد انخفضت لتصبح ارخص من الكيروسين والبطاريات.
على سبيل المثال في كمبوديا يمكن للقرويين شراء فانوس للطاقة الكهربائية بقيمة 25$ واستخدامه لعدة سنوات دون تكاليف اضافية حيث أن إنفاقهم السابق للكيروسين للإضاءة كان 2.5$ شهريا أو 30$ في السنة. في كينيا مجموعة الطاقة الشمسية التي توفر الضوء أو طاقة جهاز الراديو أو تكاليف الهاتف الخليوي تكلف تقريبا 30 دولار في متاجر البيع بالتجزئة. ويمكن للكينيين عن طريق هذا التحول توفير 120 دولار في السنة على اضاءة الكيروسين وبطاريات الراديو وسوم الهاتف الخليوي لإعادة الشحن.
العديد من القرى في البلدان النامية تستخدم أكثر من خمسة كيلومترات من شبكة الكهرباء ويتزايد استخدام الطاقة الشمسية. في مواقع نائية في الهند تم وضع برنامج لانارة المناطق الريفية وتوفير الإضاءة بالطاقة الشمسية لتحل محل مصابيح الكيروسين. كوبا تعمل على توفير الطاقة الشمسية للمناطق التي هي خارج الشبكة وهذه المناطق تكون فيها التكاليف والفوائد الاجتماعية في حالة ممتازة بسبب استخدام الخلايا الشمسية وبالتالي يتم تحقيق الأهداف الإنسانية.
الطرق الشمسية
في ديسيمبر عام 2008 وزارة النقل في ولاية أوريغون وضعت أول نظام للطاقة الشمسية في الولايات المتحدة لخدمة الأمة. مصفوفة من الخلايا الكهرضوئية تعادل 104 كيلو واط تنتج ما يكفي من الكهرباء لتعويض ما يفرب من ثلث الكهرباء اللازمة لانارة الطريق السريع بين الولايات المتحدة.
ويجري حاليا استخدام 54 ميل (72 كم) من الطريق في ولاية أيداهو لاختبار إمكانية تركيب الألواح الشمسية على جانب الطريق، الطرق بصفة عامة لا تشكل عائق لاشعة الشمس تمثل حوالي نسبة مناسبة من مساحة الأرض لاستبدال مصادر الطاقة الأخرى مع الطاقة الشمسية.
اقمار الطاقة الشمسية
الأقمار الصناعية للطاقة الشمسية
فكرة استخدام الأقمار الصناعية للطاقة الشمسية هي جمع الطاقة الشمسية في الفضاء لاستخدامها على الأرض وهي فكرة كانت في مجال البحوث منذ السبعينات وهي تختلف عن الطريق المتبعة حاليا لجمع الطاقة الشمسية في أن هناك وسائل ستستخدم لجمع الطاقة لتدور على الأقمار الصناعية بدلا من سطح الأرض. من فوائد هذا النظام هو جمع أكبر معدل من الطاقة ولفترة أطول والتقليل من مشاكل الطقس، ومع ذلك هناك بعض السلبيات لمثل هذا النظام إحداها في المقام الأول هي مشكلة نقل الطاقة من مدار لاستخدامها على سطح الأرض.
المزايا
98 واط من أشعة الشمس التي تصل إلى سطح الأرض توفر اكتر من 6000 مرة ما يعادل 15 واط من متوسط الطاقة التي يستهلكها البشر والطاقة الشمسية الكهربائية لديها أعلى متوسط عالمي من الكثافة من بين مصادر الطاقة المتجددة (170 واط-متر مربع).
لا تسبب التلوث أثناء الاستخدام حيث أنه لا يتم إنتاج نفايات أو انبعاثات ولا يوجد استخدام ضوابط التلوث الموجودة، كما أنه لا يتم استخدام تكتولوجيا إعادة التدوير.
عمرها طويل مع حاجتها للقليل من الصيانة والتدخل الأولي بعد انشائها وبذلك فان تكلفة رأس المال لاي محطة للطاقة الشمسية وتكاليف التشغيل منخفضة للغاية بالمقارنة مع التكنولوجيات الأخرى.
ويمكن استخدام شبكة من الطاقة الشمسية مرتبطة مع شبكة كهربائية وبالتالي يتم التقليل من الخسائر (انتقال الخسائر في الولايات المتحدة ما يقارب 7.2% من عام 1995).
وبالمقارنة مع مصادر الطاقة الاحفورية والنووية وقد تم استثمار القليل جدا من المال في مجال البحوث لتطوير الخلايا الشمسية، لذلك هناك مجال كبير للتحسين، ومع ذلك فان الخلايا الشمسية تعتبر كفاءتها عالية بمقدار أكثر من 40%.
العيوب
استبعد استخدام الخلايا الكهرضوئية في أوروبا (تقييد المواد الخطرة) منذ عام 2003، واستبعدت مرة أخرى في عام 2011. وذلك لان الألواح الكهرضوئية في أوروبا وكاليفورنيا تحتوي على الرصاص والزئبق والكادميوم والتي تعتبر محظروة في جميع الإلكترونيات.
في بعض الولايات المتحدة الأمريكية يتم وضع الكثير من القيود على المنازل وقوانين البيع والشراء. مدينة بيركلي وضعت وسيلة مبتكرة للتمويل لا زالة هذا القيد وذلك بإضافة تقدير الضرائب التي يتم نقلها مع المنزل لدفع ثمن الألواح الشمسية المعروفة باسم PACE
تصاعد الألواح الشمسية عموديا
ويمكن تحميل الألواح الشمسية راسيا فوق بعضها البعض في البرج وإذا كان البرج افقيا فانه يمكن وضع اللوحات الكهرضوئية على محور واحد مع حركة الشمس.